# Brookford (Carolina del Norte)
Brookford es un pueblo ubicado en el condado de Catawba, Carolina del Norte, Estados Unidos. Según el censo de 2020, tiene una población de 442 habitantes.
Si bien es una municipalidad independiente, en la práctica es un barrio de la ciudad de Hickory.

## Geografía
La localidad está ubicada en las coordenadas 35°42′11″N 81°20′40″O / 35.70306, -81.34444 (35.703143, -81.344474). Según la Oficina del Censo, tiene un área total de 1.70 km², de la cual 1.65 km² es tierra y 0.05 km² es agua.

### Localidades adyacentes
El siguiente diagrama muestra a las localidades en un radio de 8 kilómetros (5 mi) de Brookford.

## Demografía
En el 2000, los ingresos promedio de los hogares eran de $27.375 y los ingresos promedio de las familias eran de $37.500. Los ingresos per cápita eran de $13.634. Los hombres tenían un ingreso per cápita de $28.036 contra $19.659 para las mujeres. Alrededor del 10.50% de la población estaba bajo el umbral de pobreza nacional.
Según la estimación 2015-2019 de la Oficina del Censo, los ingresos promedio de los hogares son de $25.000 y los ingresos promedio de las familias son de $34.000. Alrededor del 32.6% de la población está bajo el umbral de pobreza nacional.